# DICT

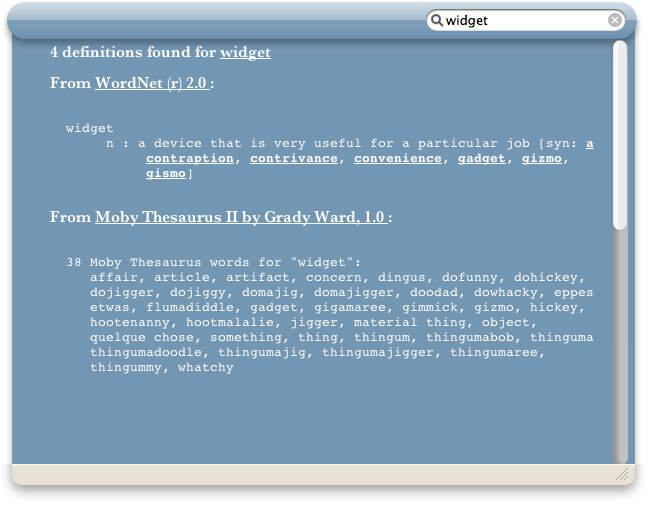
Voorbeeld van een woordenboek in DICT

DICT is een netwerkprotocol voor woordenboeken, gecreëerd door de DICT Development Group. Het wordt beschreven in RFC-2229. Er is al het Webster-protocol, maar met DICT is het de bedoeling dit in mogelijkheden te overtreffen. DICT moet clients de mogelijkheid geven verschillende woordenboeken tegelijkertijd te raadplegen.
De volgende vrije woordenboeken zijn beschikbaar in het DICT-formaat:
- Free On-line Dictionary of Computing
- WordNet
- CIA World Factbook
- freedict tweetalige woordenboeken
- StarDict, gratis woordenboekprogramma